# Соломана Канте
Соломана Канте (на френски: Solomana Kante) е писател от Гвинея, Западна Африка.
Той е създател на азбуката н'ко, използвана за писане на езика манде.